# Algodonales
Algodonales és una localitat de la província de Cadis.L'any 2005 tenia 5.630 habitants. La seva extensió és de 135 km² i té una densitat de 41,7 hab/km². Està situada a una altitud de 370 metres i a 118 quilòmetres de la capital de província, Cadis.